# Stade de la Coupe du monde de Suwon
 (avril 2025).
Si vous disposez d'ouvrages ou d'articles de référence ou si vous connaissez des sites web de qualité traitant du thème abordé ici, merci de compléter l'article en donnant les références utiles à sa vérifiabilité et en les liant à la section « Notes et références ».
Le stade de la Coupe du monde de Suwon (en hangeul: 수원월드컵경기장), en anglais Suwon World Cup Stadium (surnommé Big Bird Stadium) est un stade de football situé à Suwon en Corée du Sud. Il a une capacité de 44 047 places. C'est le stade du club de Suwon Samsung Bluewings FC.

## Histoire
Il est ouvert le 13 mai 2001 pour 252,23 milliards de wons en vue de la Coupe du monde de football de 2002.

## Événements
- Coupe des confédérations 2001
- Coupe du monde de football de 2002